# Гокиситидо

| Кинай    | Токайдо | Тосандо  | Хокурикудо |
| Санъиндо | Санъёдо | Нанкайдо | Сайкайдо   |

Гокиситидо (яп. 五畿七道 Гокиситидо:, букв. «пять провинций, семь путей») — название старого административно-территориального деления Японии, которое было введено в конце VII века как часть заимствованной из Китая системы рицурё. В 1869 году с присоединением Хоккайдо административно-территориальное деление стало именоваться Гокихатидо (яп. 五畿八道 Гокихатидо:, букв. «пять провинций, восемь путей»). Данная система не была ликвидирована даже в 1871 году, когда произошла ликвидация ханов и основание префектур, однако с 1885 года перестала упоминаться публично и использоваться на практике.

## Административно-территориальные единицы

### Гоки
Гоки (яп. 五畿) относилось к пяти провинциям, которые окружали старые столицы Нара и Киото и образовывали область Кинай (яп. 畿内, букв. «столичный регион»):
- Ямато (яп. 大和国)
- Ямасиро (яп. 山城国)
- Сэтцу (яп. 摂津国,)
- Кавати (яп. 河内国)
- Идзуми (яп. 和泉国)

### Ситидо
Ситидо (яп. 七道) относилось к семи регионам или путям (до: буквально означает «путь»), в которые были сгруппированы остальные провинции:
- Токайдо (яп. 東海道, «Регион восточного моря»)
- Тосандо (яп. 東山道, «Регион восточных гор»)
- Хокурикудо (яп. 北陸道, «Северный регион»)
- Санъиндо (яп. 山陰道, «Регион тёмных гор»)
- Санъёдо (яп. 山陽道, «Регион светлых гор»)
- Нанкайдо (яп. 南海道, «Регион южного моря»)
- Сайкайдо (яп. 西海道, «Регион западного моря»)